# Tadeusz-Kościuszko-Platz (Breslau)

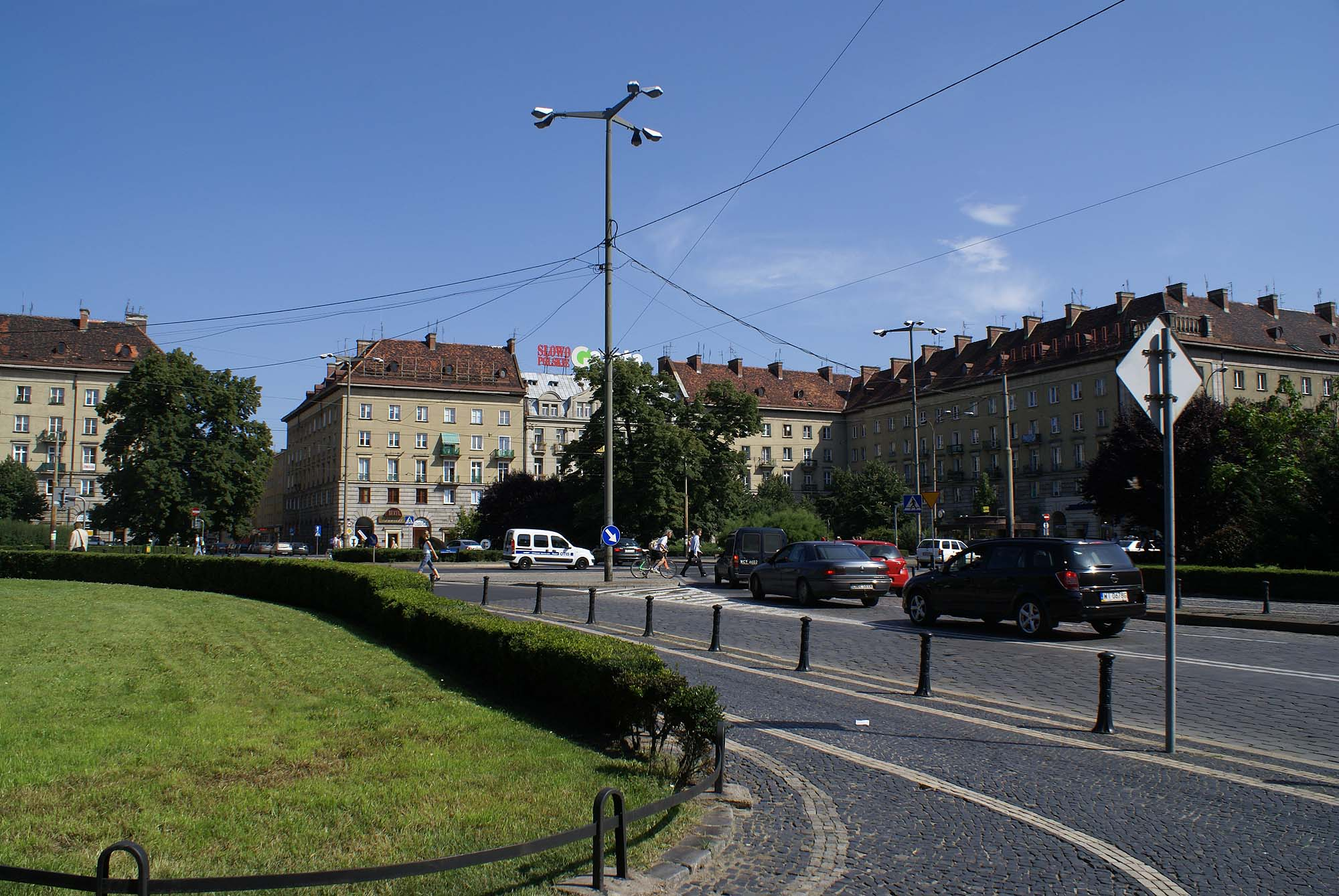
Der Tadeusz-Kościuszko-Platz in Richtung Südost

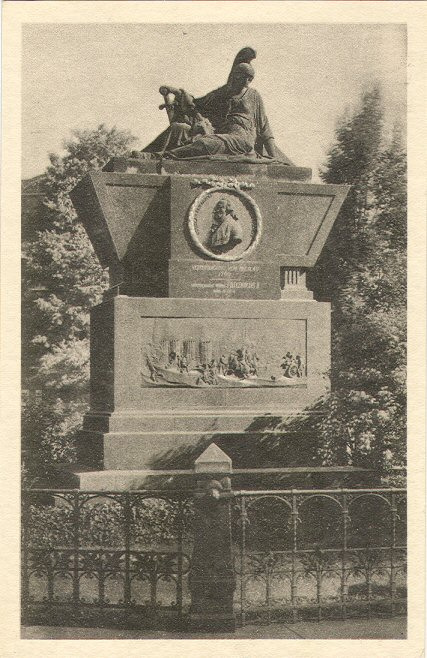
Denkmal für Friedrich Bogislav von Tauentzien

Der Tadeusz-Kościuszko-Platz (deutsch bis 1945 Tauentzienplatz, danach polnisch Plac Tadeusza Kościuszki) ist ein Platz in der Breslauer Innenstadt.

## Lage
Der quadratisch angelegte Platz liegt am südlichen Ende der Schweidnitzer Straße in der vormaligen Schweidnitzer Vorstadt. Die Straße durchquert den Platz in Nord-Süd-Richtung. In Ost-West-Richtung verläuft die Ulica Tadeusza Kościuszki (bis 1945 Tauentzienstraße).

## Geschichte

### Vorgeschichte
Auf dem Gelände des heutigen Platzes befand sich im Mittelalter ein Friedhof für die Armen und Fremden mit der St.-Gertrud-Kapelle. Im 16. Jahrhundert befand sich hier der Galgen der Stadt.
Während des Siebenjährigen Krieges bekam dieser Bereich außerhalb der Stadt eine wichtige Bedeutung. Der preußische General Friedrich Bogislav von Tauentzien (1710–1791) wurde als Kommandant für die Verteidigung der Stadt Breslau eingesetzt und bezog in diesem Bereich Stellung. Er soll zu seinem Stab gesagt haben, er wolle – falls die Schlacht verloren gehe – hier sterben und begraben werden. Doch die Schlacht wurde gewonnen. Nachdem er 30 Jahre später eines natürlichen Todes gestorben war, wurde er an der Stelle seines größten Triumphes beigesetzt. Vier Jahre später ließ sein Sohn ein großes imposantes Grabmal errichten, das unter anderem von Carl Gotthard Langhans und Johann Gottfried Schadow geschaffen wurde. Bis zur Stadterweiterung nach der Schleifung der mittelalterlichen Stadtbefestigung zwischen 1807 und 1810 befand sich dieses Denkmal außerhalb des Stadtgebietes (Siehe: Grabdenkmal Friedrich Bogislav von Tauentzien).

### Tauentzienplatz

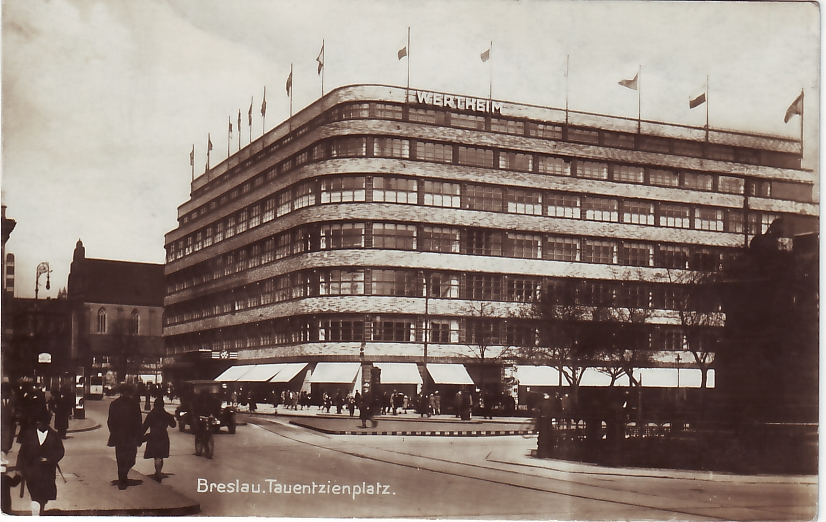
Der Tauentzienplatz um 1938 mit dem Warenhaus Wertheim (Breslau)

Nachdem die Schleifung der Stadtbefestigung begonnen hatte, wurde ab 1807 auf Anordnung Jérôme Bonapartes rund um das Denkmal für den preußischen General Friedrich Bogislav von Tauentzien ein quadratischer Exerzierplatz angelegt, der Tauentzienplatz. Der Platz entwickelte sich in den darauffolgenden Jahrzehnten zum Zentrum der südlichen Vorstadt Breslau, die als Schweidnitzer Vorstadt bezeichnet wurde. Bis zum Ende des 19. Jahrhunderts soll er der schönste Platz Breslaus gewesen sein. An den quadratischen Außenlinien des Platzes entstanden moderne repräsentative Bauten, u. a. das 1861 erbaute Hotel Residenz an der nördlichen Seite des Platzes. 1911 wurde das Hotel Savoy an der südöstlichen Seite, 1913 das Bankgebäude der Dresdner Bank an der westlichen Seite des Platzes errichtet. Das Hotel Residenz beherbergte von 1918 bis zu seiner Schließung im Jahr 1929 das unter dem Namen Tauentzien-Theater geführte Kinematographie-Theater. 1929/1930 wurde das Hotel durch das Warenhaus Wertheim ersetzt.
Im Zweiten Weltkrieg wurden am Platz viele Häuser zerstört. Lediglich drei Häuser überstanden den Krieg, darunter das Warenhaus Wertheim, das Hotel Savoy und das Bankgebäude der Dresdner Bank.

### Tadeusz-Kościuszko-Platz

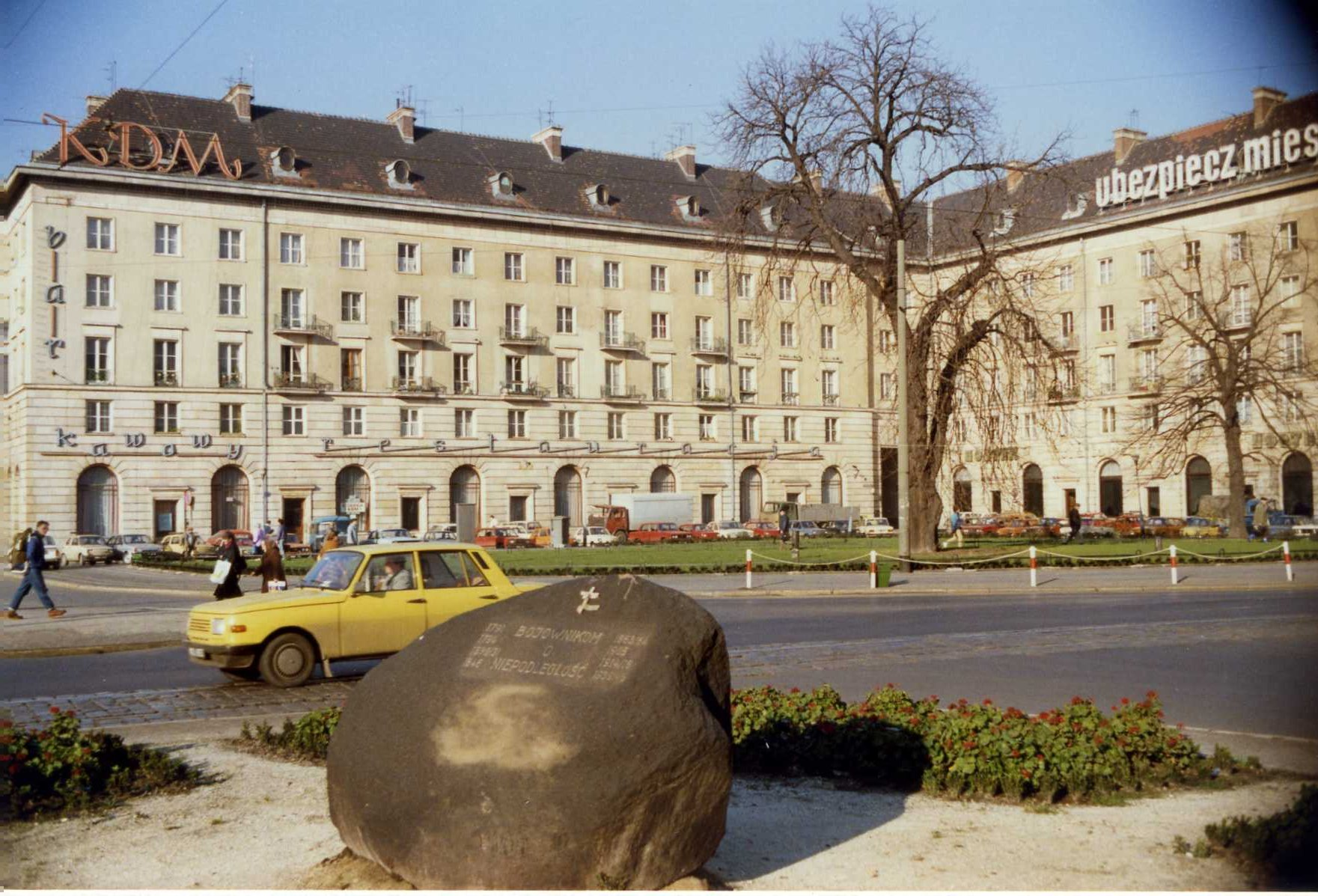
Der Gedenkstein und die Häuser im Stil des sozialistischen Realismus, Aufnahme von 1989

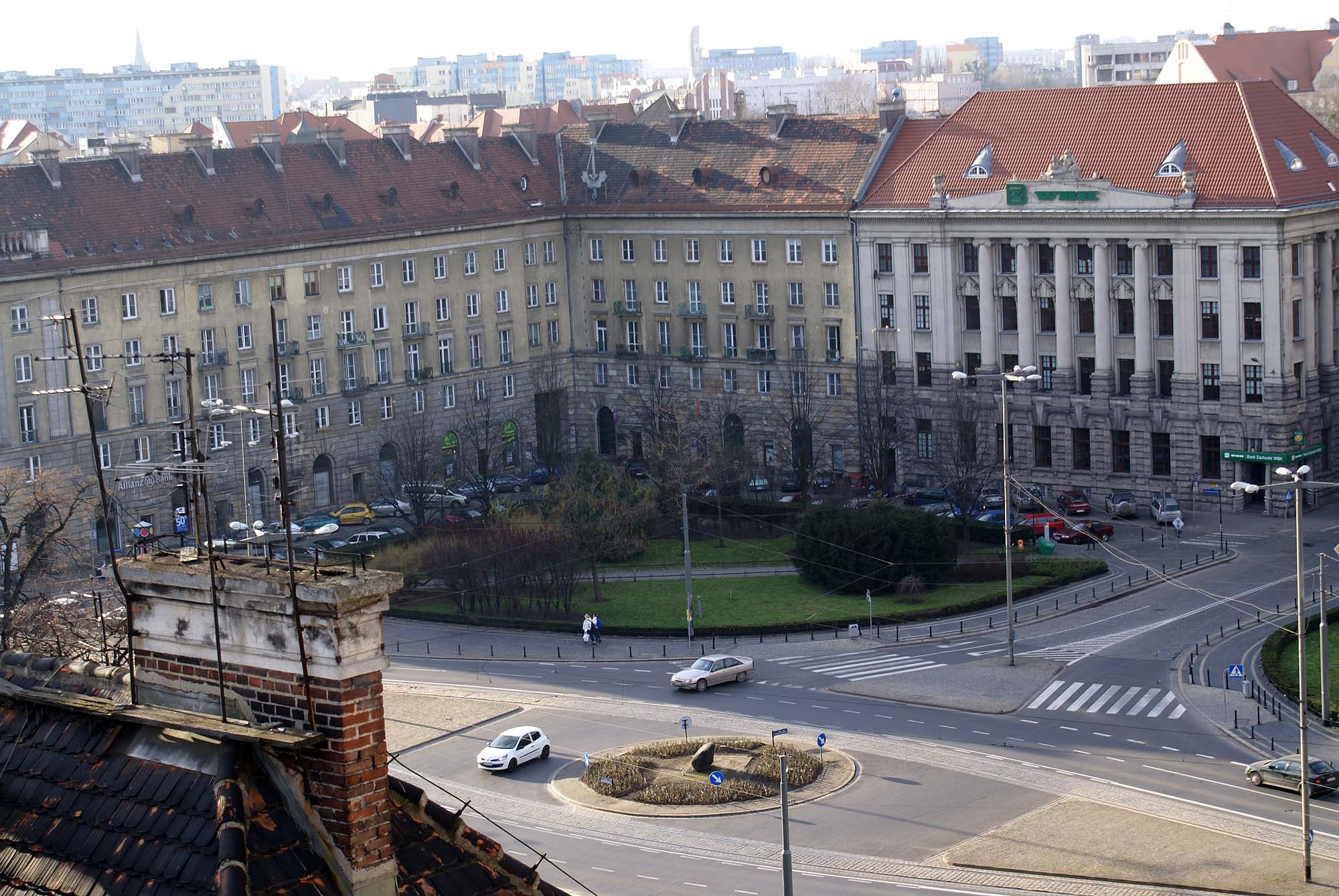
Der Platz heute mit dem alten Gebäude der Dresdner Bank von 1913

Nach dem Übergang Schlesiens an Polen infolge des Zweiten Weltkriegs wurde der Platz nach dem polnischen General und Nationalhelden Tadeusz Kościuszko benannt. Das Denkmal für Friedrich Bogislav von Tauentzien wurde entfernt. An gleicher Stelle wurde ein Gedenkstein für die gefallenen polnischen Soldaten während des Zweiten Weltkriegs aufgestellt. Zwischen 1955 und 1958 entstanden am Platz unter Leitung des polnischen Architekten Roman Dunikowski in einheitlicher Blockbebauung fünfgeschossige Wohn- und Geschäftshäuser im Stil des Sozialistischen Realismus. Diese gelten als erste Wohnsiedlung des polnischen Breslaus.
1994 wurde der Platz unter Denkmalschutz gestellt. Das 1913 erbaute Bankgebäude der Dresdner Bank wird heute von der Bank Zachodni WBK genutzt, das Warenhaus Wertheim als Warenhaus Renoma.